# Georg-Brauchle-Ring (metrostation)
Georg-Brauchle-Ring is een metrostation in de wijk Moosach van de Duitse stad München. Het station werd geopend op 18 oktober 2003 en wordt bediend door de lijnen U1 en U7 van de metro van München.